# Холлош, Ласло
Ла́сло Хо́ллош (венг. Hollós László, 1859—1940) — венгерский ботаник и миколог, школьный учитель в Кечкемете.

## Биография
Родился в городе Сексард 18 июня 1859 года. Учился в Будапештском университете, в 1883 году окончил его с дипломом учителя физики и химии. В 1887 году снова поступил в Будапештский университет, в 1892 году получил учёную степень доктора по ботанике.
С 1891 года Холлош в течение двадцати лет преподавал в школе в Кечкемете. В 1911 году директором школы был назначен Понграц Качо, известный композитор. Качо собирался использовать ботаническую лабораторию Холлоша в качестве концертного зала для обучения музыке. Вскоре Качо покинул пост директора школы, однако потрясённый его желанием Холлош в июле подал в отставку и переехал в Сексард. Вероятно, по этой же причине он в 1911 году сжёг и закопал объёмную коллекцию грибов, завещанную Департаменту ботаники Национального музея — самое полное собрание грибов Венгрии, а также надолго оставил научную работу.
Холлош всего выпустил 100 публикаций, 59 из которых были посвящены грибам, 9 — цветковым растениям, 1 — папоротникам, 6 — геологическим исследованиям, 2 — химическим экспериментам, 4 — археологическим наблюдениям.
Ласло Холлош скончался в Сексарде 16 февраля 1940 года.

## Некоторые научные работы
- Hollós, L. Die Gasteromyceten Ungarns. — Leipzig, 1904. — 278 p.
- Hollós, L. Magyaroszág fődalatti gombái. — Budapest, 1911. — 248 p.
- Hollós, L. Kecskemét vidékének gombái. — Budapest, 1913. — 179 p.
- Hollós, L. Szekszárd vidékének gombái. — Budapest, 1933. — 215 p.

## Роды, названные в честь Л. Холлоша
- Hollosia Gyeln., 1939 [= Scutula Tul., 1852, nom. cons.]